# Bony de la Carma
El Bony de la Carma és un cim que es troba en el terme municipal de la Vall de Boí, a l'Alta Ribagorça; i dins la zona perifèrica del Parc Nacional d'Aigüestortes i Estany de Sant Maurici.

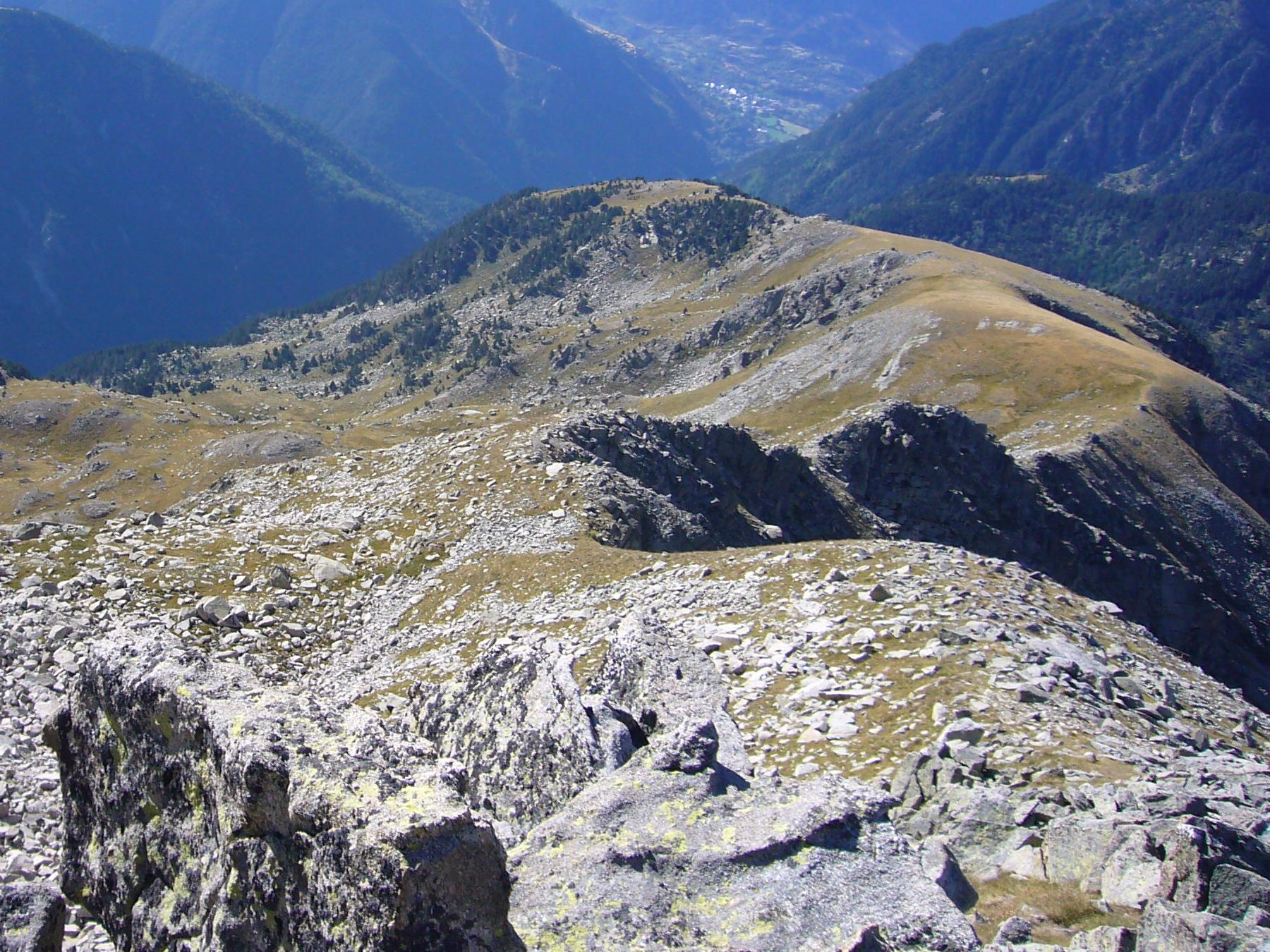
El Bony de la Carma es veu a l'extrem de la Serra Plana

«El nom carma pot tenir diferents orígens: en aragonès, garmo vol dir petit prat on pasturen les cabres i engarmarse, quedar-se penjat en un espadat. Del basc kar-mo, tossal, del protobasc (k)harmo, pedra i del llatí cal-mi-s, calma».
El cim, de 2.448,5 metres, es troba en la cresta que separa l'occidental Vall de Llubriqueto de l'oriental Coma de l'Estapiella. Està situat a l'extrem sud de la Serra Plana, que baixa des de la Punta de Lequeutre.

## Rutes[3]
Per la Vall de Llubriqueto, des del Pla de la Cabana.